# Труд і Знаніє
Труд і Зна́ніє (рос. Труд и Знание) — село у складі Звіриноголовського округу Курганської області, Росія.
Населення — 574 особи (2010, 676 у 2002).
Національний склад станом на 2002 рік:
- росіяни — 68 %
- казахи — 27 %